# Iso-Vimma
Iso-Vimma är en tätort (finska: taajama) i Säkylä kommun i landskapet Satakunta i Finland. Vid tätortsavgränsningen den 31 december 2021 hade Iso-Vimma 489 invånare och omfattade en landareal av 3,80 kvadratkilometer.
Iso-Vimma ligger cirka 5 kilometer nordväst om Säkylä kyrkoby, intill sjön Pyhäjärvi.